# Soziales Faulenzen
Der Begriff soziales Faulenzen (englisch social loafing) beschreibt ein sozialpsychologisch relevantes Phänomen in einer Gruppe. Sobald Individuen im Kollektiv mit anderen auf ein gemeinsames Ziel hinarbeiten und dabei ihre Einzelleistung nicht bekannt wird, reduziert sich ihre physiologische Anspannung. Diese Entspannung führt zu einem Leistungsabfall bei einfachen Aufgaben und zu einer Leistungssteigerung bei schwierigen, zum Beispiel neuen oder komplexen Aufgaben. Zum Beispiel gibt es soziales Faulenzen bei Ruderern, nicht aber bei Schwimmstaffeln, denn dort sind die Zeiten der einzelnen Schwimmer immer noch sichtbar. Eine Reihe von Faktoren kann soziales Faulenzen verstärken oder hemmen.
Soziales Faulenzen ist eine Fortentwicklung des Ringelmann-Effekts, bei dem unklar ist, ob die reduzierte Leistung wegen fehlender Koordination der Teilnehmer oder wegen Motivationsverlusten zustande kommt.
Der Gegenbegriff zum sozialen Faulenzen ist die soziale Erleichterung: Wird die Leistung des Einzelnen sichtbar, führt die resultierende Aufregung zu einem Leistungsabfall bei schwierigen Aufgaben und zu einer Leistungssteigerung bei einfachen Aufgaben.

## Namengebendes Experiment
Nachdem der französische Agraringenieur Maximilien Ringelmann bereits Ende des 19. Jahrhunderts herausgefunden hatte, dass die Leistung einer Gruppe beim Ziehen von Lasten nicht linear mit der Anzahl der Personen ansteigt, beschäftigten sich erst 1974 Ingham und Kollegen wieder mit diesem Phänomen. Sie fanden erstmals heraus, dass die geringere Leistung nicht alleine an der schwierigen Koordination in einer größeren Gruppe liegt, sondern auch am Motivationsverlust der einzelnen Personen (siehe Ringelmann-Effekt). Problematisch bei Inghams Experiment ist allerdings, dass man nicht sagen kann, ob die Leistung in der Einzelsituation vielleicht deswegen besser war, weil mehr Leute zuschauten (Social Facilitation).
Dieses Problem griffen 1979 Bibb Latané und Kollegen wieder auf. Sie verwendeten eine andere Aufgabe, nämlich Lautstärke-Produktion durch Klatschen und Rufen. Auch sie verwendeten wie Ingham und Kollegen „Pseudogruppen“ im Experiment. Die Versuchsteilnehmer trugen Augenbinden und Kopfhörer und bekamen auch ihre Anweisungen über diese Kopfhörer. Die Teilnehmer dachten nun, dass sie in der Gruppe klatschen und rufen sollten, in Wirklichkeit waren sie aber die einzigen, die Schall produzierten. Auf diese Weise konnten Latané und Kollegen den Motivations- vom Koordinationsverlust trennen, soziale Vereinfachung ausschließen und somit neben der Replikation der Ergebnisse von Ingham erstmals den Motivationsverlust unabhängig von anderen Faktoren in seiner reinen Form zeigen. Um ihr gefundenes Phänomen vom Ringelmann-Effekt, der ja auch den Koordinationsverlust beinhaltet, abzugrenzen, prägten sie den bis heute gebräuchlichen Begriff des „Social Loafing“, im Deutschen also etwa soziales Faulenzen.

## Neuere Entwicklungen
Nach Latanés Experiment entwickelte sich ein großes Forschungsinteresse am Phänomen des sozialen Faulenzens. Im Jahr 1993 fassten Karau und Williams die bis zu diesem Zeitpunkt vorhandenen etwa 80 Experimente zu sozialem Faulenzen in einer Meta-Analyse zusammen. Sie fanden heraus, dass der Faulenzer-Effekt sowohl bei körperlichen als auch bei geistigen Aufgaben auftritt, und zwar immer dann, wenn nicht klar ist, wie viel jeder einzelne zur Gesamtleistung beiträgt. Weiterhin stellten sie fest, dass soziales Faulenzen bei Männern und in den westlichen Kulturen stärker ausgeprägt ist als bei Frauen und in östlichen Kulturen. Außerdem gibt es einige andere Merkmale der Aufgabe, der Gruppe und der Situation, aber auch Persönlichkeitsmerkmale, die soziales Faulenzen fördern oder reduzieren. Seit der Analyse von Karau und Williams gilt es als sicher, dass Menschen in Gruppen weniger motiviert sind, die volle Leistung zu erbringen.
Neuere Untersuchungen beschäftigen sich vor allem mit sozialem Faulenzen in der Wirtschaft und in Sondersituationen. So konnte George (1992) zeigen, dass auch das von anderen „wahrgenommene Faulenzen“ wichtig für die eigene Leistung ist. Und Ohlert (2009) konnte nachweisen, dass soziales Faulenzen auch schon dann auftritt, wenn man sich auf eine Aufgabe alleine vorbereitet – auf eine Gruppenaufgabe bereitet man sich also schon schlechter vor.

## Erklärungsversuche
Warum soziales Faulenzen auftritt, kann man bis heute noch nicht genau sagen. Man kann vermuten, dass es vor allem daran liegt, dass das Gehirn immer ökonomisch arbeitet und daher in Situationen, in denen nicht klar ist, wie viel Leistung man selbst erbringt, unbewusst auf „Sparbetrieb“ schaltet.
Karau und Williams erklären in ihrem Collective Effort Model den Effekt mit der Wertigkeit sowie der Klarheit des Ergebnisses für die einzelne Person: Das Modell geht davon aus, dass ein Individuum nur dann motiviert ist, wenn es die Erwartung hat, dass seine individuelle Anstrengung auch zur Erreichung eines wertgeschätzten Ergebnisses führt. Eine Person strengt sich demnach nur dann an, wenn sie das Gefühl hat, dass diese Anstrengung dazu führt, dass sie abschließend ein für sie persönlich wertvolles Ergebnis erreichen kann. Und zwar gilt dies sowohl für die Einzel- als auch für die Gruppensituation. In der Einzelsituation führt die individuelle Anstrengung zur individuellen Leistung und die wiederum zu einem individuellen Ergebnis, das für den Handelnden einen bestimmten Wert hat. Hier ist also für die Person relativ leicht abschätzbar, ob ihr Verhalten auch das gewünschte Ergebnis haben wird. In der Gruppensituation hingegen ist der Wert der individuellen Leistung nicht sofort erkennbar: Die eigene Leistung hat in der Regel zunächst einen Einfluss auf die Gruppenleistung. Diese bedingt dann das Ergebnis für die Gruppe und daraus entsteht schließlich das Ergebnis für die Einzelperson, das eine gewisse Wertigkeit besitzt.
Abgesehen davon, dass in dieser komplexeren Situation der Einzelne schlechter abschätzen kann, ob er mit seiner Anstrengung auch das gewünschte Ergebnis erzielt, sinkt die individuelle Leistung sofort, wenn die Person das Gefühl hat, die eigene Anstrengung sei nicht relevant für das Gesamtergebnis. Wenn also beispielsweise ein Mensch seinen Beitrag in der Gruppe als irrelevant für die Gesamtleistung der Gruppe empfindet (z. B. ein Hänfling beim Tragen einer Last zusammen mit zehn Muskelprotzen), sinkt seine Motivation und damit auch die Anstrengung.
Das Collective Effort Model ist das heute gängige Modell für soziales Faulenzen; allerdings wurde noch nie genau überprüft, ob es wirklich die Wertigkeit der Leistung sowie die Sichtbarkeit des Ergebnisses ist, was die persönliche Motivation beeinflusst.

## Maßnahmen gegen soziales Faulenzen
Soziales Faulenzen ist überall da ein Problem, wo Leistung in Teams oder Gruppen erbracht werden muss, also beispielsweise in der Wirtschaft oder auch in Sportteams. Interessanterweise gibt es allerdings noch keine kontrollierten Untersuchungen dazu, welche Maßnahmen soziales Faulenzen wirklich verhindern können.
Bei den folgenden Maßnahmen kann man allerdings annehmen, dass sie soziales Faulenzen reduzieren sollten:
- den einzelnen Teammitgliedern die eigene Bedeutung und Wichtigkeit für das Team bewusst machen
- das Verantwortungsgefühl der einzelnen Teammitglieder erhöhen
- die persönliche Bedeutsamkeit eines Erfolges / einer guten Leistung erhöhen
- sowohl individuelle als auch Teamziele setzen
- Teammeetings durchführen und Ursachen für eventuelle Missstimmungen klären
- dafür sorgen, dass jedes Teammitglied einen individuellen Beitrag leisten kann, den sonst niemand anderer übernimmt
- das kreative Einbringen von Einzelmeinungen aller Teammitglieder fördern
- Verständnis für andere entwickeln, z. B. durch Rollentausch

Alle genannten Maßnahmen haben prinzipiell das Ziel, die Einzelperson im Team besser wahrzunehmen, denn vor allem dann, wenn man sich als Individuum und nicht als anonymes, unwichtiges Gruppenmitglied sieht, strengt man sich auch mehr an.